# Київське математичне товариство
Київське математичне товариство — наукове товариство, що на засадах добровільності та рівноправності його членів об'єднує громадян, котрі займаються фундаментальною і прикладною математикою та її викладанням.

## Історія
Київське фізико-математичне товариство утворилося ще у 1889 році і активно працювало до початку Жовтневої революції 1917 року. Діяльність товариства сприяла зародженню та зміцненню широко відомої Київської математичної школи. Головами товариства були М. М. Шіллер (до 1904 року), а потім Г. К. Суслов. Київське математичне товариство утворилося скоріш за все у 20‒30-х роках 20 століття[уточнити]. З листування професора Михайла Кравчука з професором Володимиром Левицьким відомо лише, що перший був президентом КМТ, а другий — його почесним членом. 
Після репресій 1937‒38 років протягом довгого часу київська математична спільнота не мала власного математичного осередку. Київське математичне товариство було формально організовано знову лише у 1987 році (насправді підпорядковувалось бюро відділення математики АН УРСР). Президентом був професор Микола Корнєйчук, ученим секретарем — професор Мирослав Кратко. З 1993 року президентом був професор Мирослав Горбачук, віце-президентом — професор Михайло Ядренко, ученим секретарем — професор Анатолій Турбін (пізніше — професор Сергій Левіщенко). Київське математичне товариство перестало фактично працювати ще до початку 21 століття. Ідея поновлення роботи в осередку київських математиків та математиків з Києва виникла на початку 2006 року. Було проведено велику організаційну роботу (створення вебсторінок, інформаційні повідомлення, семінари, колоквіуми, математичні та організаційні засідання тощо), і 24 березня 2008 року було зареєстровано нову громадську організацію «Київське математичне товариство». Ніякої фінансової діяльності протягом підготовки та утворення ГО не проводилось. На даний час організація також не має власних банківських реквізитів. Президентом Київського математичного товариства з 2006 по 2014 роки був Сергій Коляда, з 2014 по 2016 — професор Анатолій Нікітін. Наразі товариство очолює член-кореспондент НАНУ Сергій Максименко.

## Почесні члени
- Роман Андрушків[5]
- Микола Боголюбов
- Анатолій Вершик
- Фрідріх Гірцебрух
- Володимир Дрінфельд
- Юхим Зельманов
- Марко Крейн
- Володимир Левицький
- Юрій Манін
- Євген Сенета[en]
- Євген Хруслов